# Flaminio de Birague
Pour les articles homonymes, voir Birague.
 (janvier 2021).
Flaminio de Birague (~1550, ) est un poète français de la Renaissance.

## Biographie
Flaminio de Birague est le fils de Charles de Birague, qui appartenait au conseil privé de Charles IX et le neveu de René de Birague, Garde des Sceaux de Charles IX. Son frère cadet, Lodovico, devint comte de Visque par héritage maternel.
Il est « gentilhomme ordinaire de la chambre du Roi » en 1581, puis colonel d'un régiment d'infanterie.
Il était l'ami de Jean-Édouard Du Monin et de Jacques de Romieu, le frère de Marie de Romieu.

## Œuvres
- Déploration et complaincte de la mère Cardine de Paris, cy-devant gouvernante du huleu, sur la-bolition d'iceluy trouvée après le deceds d'icelle Cardine en un escrain auquel estoient ses plus privez et prétieux secretz, tiltres de ses qualitez authentiques, receptes souveraines, compostes, anthidotes, baulmes, fardz, boëstes, serrements et ustenciles servans audict estat dudict mestier, s.l.n.d., 1570 œuvre attribuée à Birague
- L'Enfer de la mère Cardine, traitant de la cruelle et terrible bataille qui fut aux Enfers entre les diables et les maquerelle de Paris aux noces du portier Cerberus et de Cardine, Paris, 1583 œuvre attribuée à Birague
- Les Premières Œuvres poétiques de Flaminio de Birague, s.l., 1581
- Les Premières Œuvres poétiques de Flaminio de Birague, Paris, Nicolas Chesneau, 1583 édition revue et augmentée
- Les Premières Œuvres poétiques de Flaminio de Birague, Paris, Thomas Périer, 1585 édition revue et augmentée

## Édition
- Les Premières Œuvres poétiques, 1585, éd. critique par Roland Guillot et Michel Clément, tome 1, Genève, Droz, 1998
- Les Premières Œuvres poétiques, 1585, éd. critique par Roland Guillot et Michel Clément, tome 2, Genève, Droz, 2003
- Les Premières Œuvres poétiques, 1585, éd. critique par Roland Guillot et Michel Clément, tome 3, Genève, Droz, 2004

## Pour approfondir